# Oreoschimperella
Oreoschimperella es un género de plantas pertenecientes a la familia Apiaceae. Comprende 3 especies descritas.

## Taxonomía
El género fue descrito por Stephan Rauschert y publicado en Taxon 31: 556. 1982.

## Especies
A continuación se brinda un listado de las especies del género Oreoschimperella aceptadas hasta septiembre de 2012, ordenadas alfabéticamente. Para cada una se indica el nombre binomial seguido del autor, abreviado según las convenciones y usos.
- Oreoschimperella aberdarensis (Norman) Rauschert
- Oreoschimperella arabiae-felicis (C.C.Towns.) C.C.Towns.
- Oreoschimperella verrucosa (J.Gay ex A.Rich.) Rauschert